# Harvey Grant
Harvey Grant (Augusta, 4 luglio 1965) è un ex cestista e allenatore di pallacanestro statunitense, professionista nella NBA.
È il fratello gemello del cestista Horace Grant e padre di Jerai, Jerian e Jerami tutti e tre cestisti.

## Carriera
È stato selezionato dai Washington Bullets al primo giro del Draft NBA 1988 (12ª scelta assoluta).

## Statistiche

### College
| Anno      | Squadra          | PG  | PT | MP   | TC%  | 3P%  | TL%  | RP  | AP  | PRP | SP  | PP   |
| --------- | ---------------- | --- | -- | ---- | ---- | ---- | ---- | --- | --- | --- | --- | ---- |
| 1984-1985 | Clemson Tigers   | 28  | 4  | 14,9 | 49,6 | -    | 58,5 | 4,5 | 0,4 | 0,5 | 0,4 | 5,1  |
| 1986-1987 | Oklahoma Sooners | 34  | 34 | 34,3 | 53,4 | 0,0  | 73,0 | 9,9 | 1,3 | 0,7 | 0,8 | 16,9 |
| 1987-1988 | Oklahoma Sooners | 39  | 37 | 34,3 | 54,7 | 21,4 | 72,9 | 9,4 | 1,4 | 1,6 | 0,8 | 20,9 |
| Carriera  | Carriera         | 101 | 75 | 28,9 | 53,7 | 20,0 | 71,3 | 8,2 | 1,1 | 1,0 | 0,7 | 15,2 |

### NBA

#### Regular Season
| Anno      | Squadra             | PG  | PT  | MP   | TC%  | 3P%  | TL%  | RP  | AP  | PRP | SP  | PP   |
| --------- | ------------------- | --- | --- | ---- | ---- | ---- | ---- | --- | --- | --- | --- | ---- |
| 1988-1989 | Washington Bullets  | 71  | 1   | 16,8 | 46,4 | 0,0  | 59,6 | 2,3 | 1,1 | 0,5 | 0,4 | 5,6  |
| 1989-1990 | Washington Bullets  | 81  | 25  | 22,8 | 47,3 | 0,0  | 70,1 | 4,2 | 1,6 | 0,6 | 0,5 | 8,2  |
| 1990-1991 | Washington Bullets  | 77  | 76  | 36,9 | 49,8 | 13,3 | 74,3 | 7,2 | 2,6 | 1,2 | 0,8 | 18,2 |
| 1991-1992 | Washington Bullets  | 64  | 60  | 37,3 | 47,8 | 12,5 | 80,0 | 6,8 | 2,7 | 1,2 | 0,4 | 18,0 |
| 1992-1993 | Washington Bullets  | 72  | 72  | 37,0 | 48,7 | 10,0 | 72,7 | 5,7 | 2,8 | 1,0 | 0,6 | 18,6 |
| 1993-1994 | Portland T. Blazers | 77  | 73  | 27,4 | 46,0 | 28,6 | 64,1 | 4,6 | 1,4 | 0,9 | 0,6 | 10,4 |
| 1994-1995 | Portland T. Blazers | 75  | 14  | 23,6 | 46,1 | 30,8 | 70,5 | 3,8 | 1,1 | 0,7 | 0,7 | 9,1  |
| 1995-1996 | Portland T. Blazers | 76  | 75  | 31,5 | 46,2 | 31,3 | 54,5 | 4,8 | 1,5 | 0,8 | 0,6 | 9,3  |
| 1996-1997 | Washington Bullets  | 78  | 25  | 20,6 | 41,1 | 31,5 | 76,9 | 3,3 | 0,9 | 0,6 | 0,6 | 4,1  |
| 1997-1998 | Wash. Wizards       | 65  | 8   | 13,8 | 38,3 | 16,7 | 63,3 | 2,6 | 0,6 | 0,4 | 0,2 | 2,6  |
| 1998-1999 | Philadelphia 76ers  | 47  | 10  | 17,0 | 36,9 | 16,7 | 72,4 | 2,3 | 0,5 | 0,4 | 0,3 | 3,1  |
| Carriera  | Carriera            | 783 | 439 | 26,2 | 46,9 | 26,7 | 70,9 | 4,4 | 1,6 | 0,8 | 0,5 | 9,9  |

#### Playoffs
| Anno     | Squadra             | PG | PT | MP   | TC%  | 3P%  | TL%  | RP  | AP  | PRP | SP  | PP   |
| -------- | ------------------- | -- | -- | ---- | ---- | ---- | ---- | --- | --- | --- | --- | ---- |
| 1994     | Portland T. Blazers | 4  | 1  | 19,0 | 51,5 | -    | -    | 2,3 | 0,8 | 0,3 | 0,5 | 8,5  |
| 1995     | Portland T. Blazers | 3  | 3  | 38,3 | 50,0 | 55,6 | 62,5 | 5,3 | 2,0 | 1,0 | 0,7 | 14,3 |
| 1996     | Portland T. Blazers | 5  | 5  | 32,8 | 34,2 | 14,3 | 0,0  | 4,0 | 0,8 | 0,0 | 0,4 | 5,4  |
| 1997     | Washington Bullets  | 3  | 0  | 9,7  | 0,0  | 0,0  | -    | 1,3 | 0,0 | 0,0 | 0,7 | 0,0  |
| 1999     | Philadelphia 76ers  | 4  | 0  | 7,3  | 100  | -    | -    | 1,0 | 0,0 | 0,0 | 0,3 | 0,5  |
| Carriera | Carriera            | 19 | 9  | 21,7 | 43,7 | 35,3 | 50,0 | 2,8 | 0,7 | 0,2 | 0,5 | 5,6  |

## Palmarès

### Allenatore
- USBL Coach of the Year (2002)